# ...bo ładnym zawsze lżej...
...bo ładnym zawsze lżej... – album studyjny zespołu Shakin’ Dudi, wydany 8 października 2011 roku nakładem wydawnictwa Polskiego Radia Katowice. Nagrań dokonano w Radiu Katowice i MaQ Records Studio w Wojkowicach. Realizacja: Iwo Dowsilas, Jarek Toifl. Master: Jarek Toifl. Projekt okładki: Łukasz Kobiela. Muzyka: Ireneusz Dudek. Słowa: Dariusz Dusza.

## Spis utworów
źródło:.
1. „Danie"
2. „Anonimowy abstynent"
3. „Ładnym lżej"
4. „Długi weekend"
5. „Raz śledź"
6. „Playback"
7. „Mister zmywaka"
8. „Brom brom brom"
9. „Artyście wolno wszystko"
10. „Jedź do sklepu"
11. „Sąsiad ma"
12. „Twardy jak stonka"
13. „Zmień płeć"

## Twórcy
źródło:.
- Irek Dudek – śpiew, gitara akustyczna, harmonijka ustna, leader
- Darek Dusza – gitary
- Tomasz Pala – fortepian, śpiew
- Bartek Stuchlik - kontrabas, śpiew
- Łukasz Sosna – saksofon, śpiew
- Arek Skolik – perkusja